# CSKA Sofia (hokej na lodzie)
HK CSKA Sofia (bułg. ХК ЦСКА София) – bułgarski klub hokejowy z siedzibą w stolicy kraju Sofii.
Pierwotnie protoplasta CSKA pod nazwą powstał w 1948 i działał do 1964.
W sezonie 1981/1982 trenerem drużyny był Konstantin Łoktiew.

## Sukcesy
- Złoty medal mistrzostw Bułgarii (16 razy): 1964, 1965, 1966, 1967, 1969, 1971, 1972, 1973, 1974, 1975, 1983, 1984, 1986, 2013, 2014, 2015
- Srebrny medal mistrzostw Bułgarii (15 razy): 1955, 1960, 1961, 1962, 1963, 1968, 1970, 1978, 1987, 1988, 1989. 2008, 2009, 2010, 2012
- Puchar Bułgarii (14 razy): 1964, 1965, 1967, 1972, 1973, 1975, 1976, 1978, 1981, 1983, 1986, 1987, 2012, 2013

## Zawodnicy
W połowie października 2014, przed startem drużyny w II rundzie Pucharu Kontynentalnego edycji 2014/2015 zawodnikami klubu zostali rosyjscy hokeiści: Władimir Antipow, Dmitrij Bykow, Oleg Kwasza, Michaił Lubuszyn, Aleksiej Priwałow i Dmitrij Własienkow.